# Eric Stuteville
Eric Stuteville (Orangevale, 6 febbraio 1995) è un ex cestista statunitense.